# Jan-Erik Sörbrandt
Jan-Erik Sörbrandt, född 24 oktober 1959, är en svensk före detta professionell ishockeyspelare (forward).
Jan-Erik spelade 3 säsonger för Västerås Hockey i Division 1, mellan åren 1981 och 1984.